# Humboldttempel

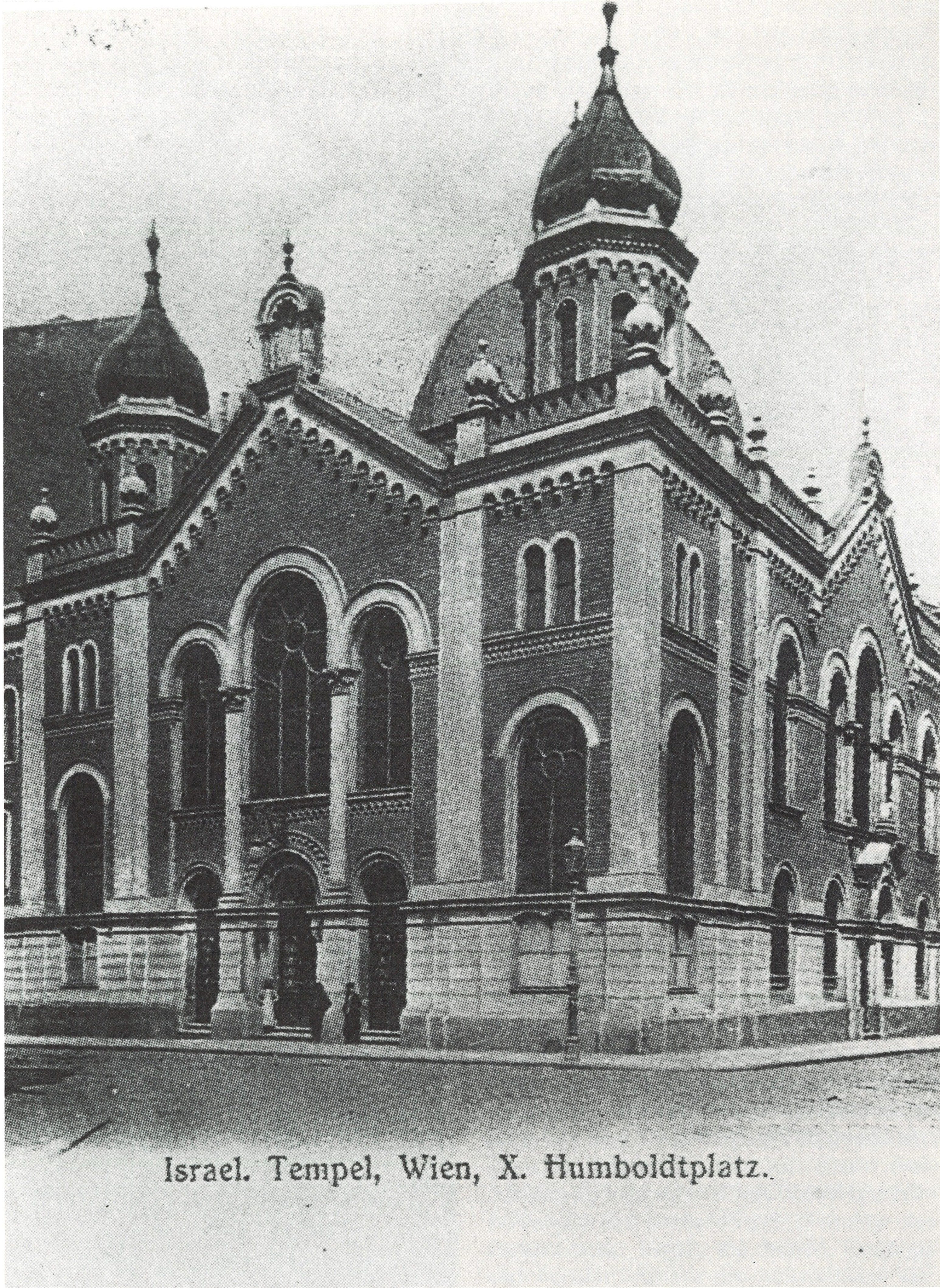
Humboldttempel um 1900

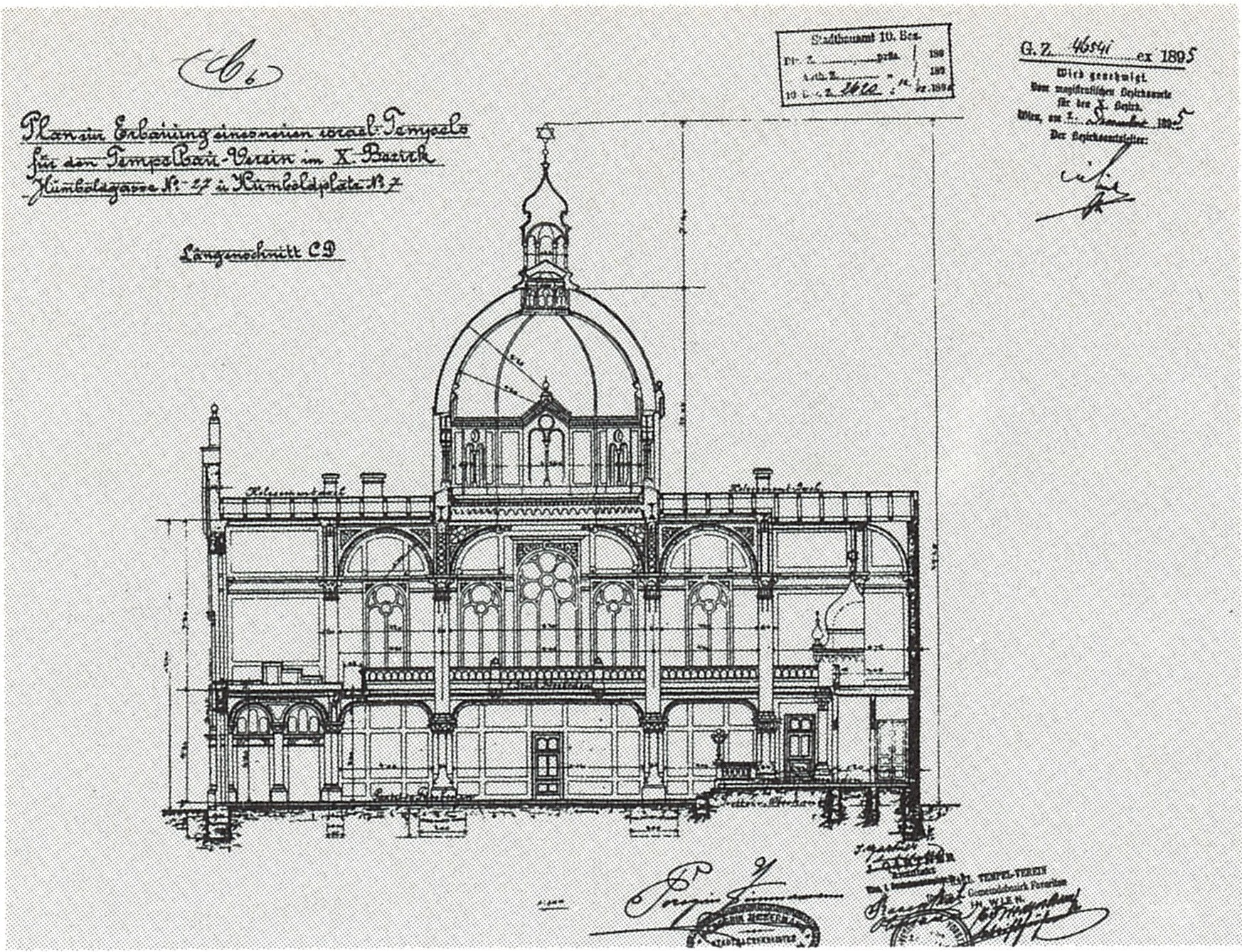
Seitenquerschnitt, Bauplan von Jakob Gartner

Der Humboldttempel, auch bekannt als Synagoge Humboldtgasse, war eine Vereinssynagoge des Israelitischen Tempel- und Schulvereins für den 10. Bezirk im Wiener Gemeindebezirk Favoriten. Das Gebäude in der Humboldtgasse 27 direkt am Humboldtplatz wurde 1895/1896 nach Plänen von Jakob Gartner errichtet und 1938 während des Novemberpogroms zerstört.

## Geschichte
Der Israelitische Tempel- und Schulverein für den 10. Bezirk oder Tempelverein Favoriten wurde 1876 gegründet. Obmann war Benjamin Seher, als Rabbiner ordinierten David Löwy, Aron Levi Mandel und Albert Weiner. Die feierliche Schlusssteinlegung der Synagoge fand am 10. Mai 1898 statt.

## Gebäude
Die Synagoge war ein mit neuromanischen Stilelementen und mehreren Zwiebeltürmen versehener zentraler Kuppelbau. Im Parterre standen 428 und auf den Galerien 277 Sitze zur Verfügung.